# Sanja Popović
Sanja Popović-Gamma (Fiume, 31 maggio 1984) è una pallavolista croata, schiacciatrice e opposto del Vasas.

## Carriera
La carriera di Sanja Popović comincia nel 1995 nella squadra locale del OK Kastav e tre anni dopo fa il suo esordio nel massimo campionato croato con il Rijeka dove resta per sei stagioni, vincendo tre scudetti e tre Coppe di Croazia consecutivamente.
Nel 2004 passa all'HAOK Mladost, dove in due anni vince altri due scudetti consecutivi ed un'altra coppa nazionale: nel 2005 ottiene la prima convocazione in nazionale, con la quale partecipa al campionato europeo.
Nella stagione 2006-07 si trasferisce in Italia, nell'Asystel, dove resta per due stagioni ottenendo una vittoria nella Coppa di Lega. Nel 2008 è nel vicino Chieri, mentre nel 2009 ottiene con la nazionale la medaglia di bronzo ai Giochi del Mediterraneo.
Dopo una parentesi in Turchia, nel Beşiktaş, nella stagione 2010-11 torna in Italia per giocare nella Sirio Perugia: a metà campionato viene però ceduta al GS Caltex Seoul, militante nella V-League sudcoreana.
Nella stagione 2011-12 viene ingaggiata dalla squadra ceca del Prostějov, con il quale vince lo scudetto e la Coppa di Repubblica Ceca. Nella stagione 2012-13 passa alla squadra polacca del Muszyna con cui vince la Coppa CEV, mentre la stagione successiva passa alla Dinamo Mosca, nella Superliga russa, vincendo la Coppa di Russia.
Ritorna in Polonia nel campionato 2014-15 per vestire la maglia del Budowlani Łódź, facendo poi ritorno in Russia nel campionato seguente, per difendere i colori del Leningradka; tuttavia, nel dicembre 2015, lascia il club per tornare in Polonia, dove completa l'annata con la maglia del MKS di Dąbrowa Górnicza.
Nella stagione 2016-17 ritorna nel massimo campionato italiano, difendendo questa volta i colori del Neruda di Bronzolo. Poco dopo l'inizio della stagione 2017-18 viene ingaggiata dal club turco del Samsun BB, in Voleybol 1. Ligi; con la nazionale vince la medaglia d'oro ai XVIII Giochi del Mediterraneo.
Nella stagione 2018-19, a campionato già iniziato, si accasa al Chemik Police, nella Liga Siatkówki Kobiet, conquistando la Coppa di Polonia; con la nazionale si aggiudica la medaglia d'argento all'European Golden League 2019.
Si trasferisce quindi nella Divizia A1 rumena per l'annata 2019-20, ingaggiata dall'Alba-Blaj, con cui conquista il campionato, mentre nella stagione seguente è di scena nell'Extraliga ungherese con la divisa del Vasas.

## Palmarès

### Club
- Campionato croato: 5

1998-99, 1999-00, 2000-01, 2004-05, 2005-06
- Campionato ceco: 1

2011-12
- Campionato rumeno: 1

2019-20
- Coppa di Croazia: 4

1998, 1999, 2000, 2004
- Coppa della Repubblica Ceca: 1

2011-12
- Coppa di Russia: 1

2013
- Coppa di Polonia: 1

2018-19
- Coppa di Lega: 1

2007
- Coppa CEV: 1

2012-13

### Nazionale (competizioni minori)
- Giochi del Mediterraneo 2009
- Giochi del Mediterraneo 2018
- European Golden League 2019

### Premi individuali
- 2013 - Coppa CEV: MVP